# Хопкин, Мэри
Мэ́ри Хо́пкин (англ. Mary Hopkin; род. 3 мая 1950, Понтардоу (ныне в округе Нит-Порт-Толбот), Уэльс, Великобритания) — валлийская поп-исполнительница, исполнявшая чувственные, мелодичные фолк- и поп-баллады. Её визитной карточкой стала песня «Those Were the Days», написанная на мелодию романса Бориса Фомина «Дорогой длинною» (английский текст Джина Раскина). Эта песня стала первым продюсерским опытом Пола Маккартни; сингл с песней вышел в конце 1968 года и возглавил британский хит-парад (в США песня поднялась до #2).

## Биография
Решающую роль в становлении карьеры Мэри Хопкин сыграли британская супермодель Твигги и Пол Маккартни. Твигги заметила выступление Мэри на телевизионном конкурсе Opportunity Knocks и познакомила её с Полом. Тот предложил никому не известной до тех пор фолк-певице контракт, спродюсировал дебютный сингл «Those Were the Days» и выпустил его на только что образованном лейбле Apple Records. Сингл вышел 20 августа 1968 года, возглавил британский хит-парад, сместив с вершины битловский «Hey Jude», и продержался на вершине 6 недель.
Затем Маккартни (также в качестве продюсера) выпустил дебютный альбом певицы Postcard (#3 Великобритания, #28 США), оформив обложку и записав партии гитары в песнях «Lord of the Reedy River» и «Voyages of the Moon». Он же написал для Хопкин второй сингл, «Goodbye» (#2 Великобритания: на этот раз возглавить списки помешал ей сингл The Beatles «Get Back»). С Маккартни (и Ринго Старром за ударными) Хопкин записала собственную версию классической «Que Sera, Sera»; сингл был исполнен по-французски и вышел только во Франции.
В 1970 году Мэри Хопкин представила Великобританию на конкурсе Евровидение-1970 с песней «Knock, Knock Who’s There?», заняв второе место. Песня вышла в Британии синглом и поднялась до #2.
В 1971 году Мэри Хопкин вышла замуж за продюсера Тони Висконти, который записал её второй альбом Earth Song, Ocean Song (1971), куда вошли песни Кэта Стивенса, Gallagher and Lyle и Ральфа Мактелла. Вскоре певица объявила об уходе со сцены, однако в 1972 году выступила на рок-фестивале в Австралии, а также выпустила рождественский сингл «Mary Had a Baby» (Regal Zonophone Records).
Мэри Хопкин (как Мэри Висконти) пела также на многих пластинках, которые продюсировал её муж (альбомы Тома Пакстона, Ральфа Мактелла, Дэвида Боуи, Берта Дженша, The Radiators from Space, Thin Lizzy, Carmen, Sarstedt Brothers, Osibisa, Sparks, Хейзел О’Коннор и Элейн Пейдж).
В 1976 году (уже как Мэри Хопкин) она выпустила сингл «If You Love Me (I Won’t Care)» (песню Эдит Пиаф, #32 Великобритания). Steeleye Span пригласили Хопкин на роль Лизаразель в концептуальном альбоме The King of Elfland’s Daughter.
После развода с Висконти в 1981 году Хопкин эпизодически выступала на театральной сцене, фолк-фестивалях и благотворительных концертах. В 2007 году на Mary Hopkin Music вышел ретроспективный альбом Valentine, куда вошли ранее не издававшиеся записи 1972—1980 годов (три из них — её собственные композиции).

## Дискография

### Альбомы
- 1969: Postcard
- 1971: Earth Song, Ocean Song
- 1972: Those Were The Days
- 1976: The Welsh World of Mary Hopkin (сборник)
- 1989: Spirit
- 1996: Y Caneuon Cynnar (The Early Recordings) (сборник)
- 2005: Live at the Royal Festival Hall (live)
- 2007: Valentine
- 2008: Recollections
- 2008: Now and Then
- 2009: Blodeugerdd: Song of the Flowers — An Anthology of Welsh Music and Song (сборник)
- 2010: You Look Familiar
- 2013: Painting by Numbers
- 2020: Another Road
- 2020: A Christmas Chorale

### Синглы
- 1968 — «Those Were The Days» (#1 Великобритания, #1 Германия)
- 1969 — «Goodbye[англ.]» (#2)
- 1970 — «Temma Harbour» (# 6)
- 1970 — «Knock, Knock Who’s There?[англ.]» (#2)
- 1970 — «Que Sera, Sera»
- 1970 — «Think About Your Children» (#19)
- 1971 — «Let My Name Be Sorrow»
- 1972 — «Water, Paper & Clay»
- 1976 — «If You Love Me (I Won’t Care)»
- 1977: — «Wrap Me in Your Arms»
- 1977: — «Beyond the Fields We Know»
- 1981: — «What's Love»
- 1982: — «Walk Right In»
- 1984: — «Hold Me»
- 1984: — «I Wonder Why»
- 1989: — «Ave Maria»
- 1990: — «No More War»
- 2006: — «Snowed Under»
- 2014: — «Iesu Faban»